# بولي كلوريد الفاينيل
بولي كلوريد الفاينيل (أو كلوريد متعدد الفينيل) (اختصاراً PVC) مادة بلاستيكية كثيرة الاستعمال وهو من أكثر المنتجات الثمينة للصناعة الكيميائية والبولي كلوريد الفاينيل من بوليميرات الضم التي تصنع منها كميات كبيرة جداً عبر آلية جذرية حرة. عالمياً أكثر من 50% من البولي كلوريد الفاينيل المصنع يستخدم في البناء كمادة إنشائية لأنه رخيص وسهل التركيب.
في السنوات الأخيرة قد استبدل بولي كلوريد الفاينيل مكان مواد إنشائية كثيرة في العديد من المناطق على الرغم من وجود مخاوف حول تأثير بولي كلوريد الفاينيل على البيئة والصحة البشرية. حيث أن هذا البوليمير غير مستقر اتجاه الضوء والحرارة وهذا يؤدي إلى تغيرات واسعة في البنية وذلك بسبب إزالة HCl وهذا يؤثر أيضاً على خواصه الفيزيائية والكيميائية والميكانيكية.
يحضر بولي كلوريد الفاينيل من مونوميره كلوريد الفاينيل وهو مركب هام جداً في الصناعة.
الإنتاج العالمي السنوي لكلوريد الفاينيل حوالي 17 مليون طن في عام 1985 وأكثر من 26 مليون طن في عام 1995 حيث أن أكثر من 64% منه ينتج في أوروبا و USA. ان حوالي 95% من إنتاج العالم من كلوريد الفاينيل يستخدم لإنتاج بولي كلوريد الفاينيل.
وقد اكتشف بولي كلوريد الفاينيل عرضياً في القرن التاسع عشر أولاً في عام 1835 وذلك من قبل العالم Regnault والأخرى في عام 1872 من قبل العالم Baumann وفي كلا الاكتشافين ظهر البوليمير كمادة بيضاء صلبة داخل قوارير كلوريد الفاينيل التي تركت معرضة لضوء الشمس.

بولي فينيل كلوريد

وفي مطلع القرن العشرين حاول العالم الروسي Ostromisleusky استعمال بولي كلوريد الفاينيل في المنتجات التجارية لكن الصعوبات التي واجهته في معالجته كانت كبيرة وأحياناً كان يحصل على بوليمير هش.
في عام 1926 طور Semon طريقة لمعالجة بولي كلوريد الفاينيل بمزجه بالمضافات المختلفة والنتيجة كانت مادة أكثر مرونة وسهولة في التصنيع وهذه الطريقة جعلت منه مادة ذات استعمال واسع في كل جوانب الحياة. عند احتراق P.V.C ينتج غاز سام هو HCE يصبح قاتل إذا استشقه الشخص كثيرا. (بحاجة مصدر)

## طرق الحصول على كلوريد الفاينيل
نظراً لأهمية هذا المونومير فقد اتبعت كل الطرق في سبيل تصنيع هذا المركب وحالياً فإن المواد الأساسية الضرورية هي الكلور والإستيلين أو الإيتلين ويمكن استخدام الكلور على شكل عنصري فهو يحضر لذلك من التحليل الكهربائي لكلوريدات المعادن القلوية أو على شكل حمض كلور الماء وهناك أربع طرق اصطناع وهي :
أ- نزع كلوريد الهيدروجين من 2,1 –ثناثي كلور الايتان تحت تأثير القلويات أو بالتحلل الحراري.
1- تحت تأثير القلويات
2- بالتحلل الحراري ويتم بدرجات حرارة عالية (450-500 oC) وبوجود وسيط من الحديد وفق التفاعل التالي :
ب-بدءاً من الإستيلين : تتم بتفاعل HCl مع الإستيلين في الدرجة 150-200 °C وتتم في الحالة الغازية في الدرجة المذكورة وبوجود وسيط من كلور الزئبق أو في وسط مائي في الدرجة 20-25 °C وهذه الطريقة لا تعطي نواتج ثانوية.
ج- بدءاً من الإيتلين : وذلك بكلورة الإيتلين حيث نحصل على 2-1 ثنائي كلور الإيتان وذلك في الدرجة (40-60 oC) وثلاثي كلور الحديد كوسيط.
وبنزعHCl في درجة حرارة عالية يعطي ثنائي كلور الإيتان جزيء كلور الفاينيل وذلك عند درجات حرارة عالية تتراوح بين (400-500 oC). بوجود أكسيد الألومنيوم والكربون النشط كوسيط.
ويمكن كلورة الاتلين مباشرة وذلك عند درجات حرارة عالية (500-600 oC) كما يوضحها التفاعل التالي :
ء _ طريقة الأكسدة الكلورية : كما يوضحها التفاعل التالي :
ويتم هذا التفاعل عند درجة حرارة عالية بحدود 470-500 °C

## دراسة آلية التفاعل
تتم بلمرة كلوريد الفاينيل بآلية الجذر الحر والتي يمكن تقسيمها إلى ثلاث مراحل أساسية :
1- مرحلة التهييج أو المبادرة وتشكل المراكز الفعالة
2- نمو السلسلة
3- مرحلة انقطاع السلسلة
1- مرحلة التهييج أو المبادرة وهي أساسية للحصول على الجذور التي تبادر في التفاعل وتكون المبادرة اما :
- حرارية : حيث تظهر الجذور الحرة تحت تأثير الحرارة ويمكن اعتبار تشكل الجذر الحر هو عملية انفتاح الرابطة الثنائية.
هذا الجذر الثنائي يتفاعل مع المونومير ويعطي جذراً أحادياً بوليميرياً
- أما في المبادرة الكيميائية الضوئية يمتص المونومير كونتم الطاقة الضوئية وينتقل إلى حالة التهييج.
والجزيء المتهيج يشكل جذراً ثنائياً بدوره
ومن ثم تتحول هذه الجذور الثنائية إلى جذور أحادية بوليميرية.
- المبادرة باستخدام المبادرات وتتم بادخال جذور حرة إلى الوسط من الخارج وهي تدخل إما بشكل أو بشكل مركبات تتفكك أثناء التفاعل لتشكيل جذور وتستخدم بكميات قليلة 0.1-1% من وزن المونومير ومن هذه المبادرات فوق الأكاسيد العضوية وفوق الأكاسيد الاعضوية والآزوتيدات وبعض مركبات آزو وديازو.
فاذا استخدمنا كمبادر للبلمرة بيروكسيد البنزول نجد :
2- مرحلة نمو السلسلة: في هذه المرحلة تنمو السلسلة البوليميرية في عمليات متتابعة لتفاعل الجذر الحر مع المونومير نفسه بحيث تصبح السلسلة نفسها جذراً يزداد وزنه الجزئي كلما تقدم التفاعل وذلك كما يلي:
وبشكل عام:
3- مرحلة انقطاع السلسلة وهذه المرحلة مسؤولة عن نهاية التفاعل ويحدث هذا عندما يلتقي الجذر النامي مع جذر نامي آخر ويغلق السلسلة كما يلي:
طرق بلمرة كلوريد الفاينيل
تتم بلمرة كلوريد الفاينيل اما في كتلة أو في معلق أو في مستحلب. سرعة البلمرة تتعلق بنقاوة المونومير وتركيز المبادر ودرجة الحرارة.
و بالتحكم بدرجة حرارة البلمرة نستطيع التحكم بنتائج البلمرة وخواص البوليمير.
.1 إنتاج بولي كلوريد الفاينيل في الكتلة :
عند بلمرة كلوريد الفاينيل في الكتلة يتم التفاعل في وسط المونومير السائل والذي به يحل
في كلوريد الفاينيل، تتم العملية إما بشكل مستمر أو متقطع وكذلك من الممكن أن تتم في درجات
حرارة منخفضة (-10 _ -20 °C) ودرجات حرارة عالية ((40-70 °C.
البوليمير الناتج يكون ذو توزع جزيئي جيد ومن ميزاتها أيضا نظافة البوليمير الناتج وخواص العزل الكهربائي عنده جيدة إلى جانب شفافية القطع المنتجة منه.
2. تحضير بولي كلوريد الفاينيل في معلق :
ينتج القسم الأكبر من بوليمير بولي كلوريد الفاينيل بهذه الطريقة.حيث أن نوعية المنتج تكون جيدة إلى جانب سهولة التحكم بعملية البلمرة (لا يتعدى الانحراف بدرجة الحرارة فيها) وكذلك فإن فصل الحرارة الناتجة عن التفاعل وهي بحدود 91.6KJ/mol يتم في الوسط المائي والذي به ينتشر كلوريد الفاينيل السائل وبوجود منظم للمعلق كلوريد الفاينيل في الوسط المائي يكون بشكل نقاط والتي بها تتم البلمرة. أولاً في كل نقطة تظهر الدقائق الأولى وعند انتفاشها في المونومير تتكتل وهذا يلاحظ عندما تصل نسبة التحويل إلى 20-30% من كلوريد الفاينيل وبعد ذلك تبدأ بالكبر والتكتل مع زيادة التحول. يؤثر على الكتلة الجزيئية للبوليمير المنتج وعلى خواصه الفيزيائية الأخرى العديد من العوامل كدرجة حرارة التفاعل والنسبة لكمية الماء والمونومير ودرجة التحول وغيرها ،أما نوعية المنظم المستخدم ونشاطة التحريك فتؤثر وبشكل واضح على حجم دقائق البوليمير.
الـ PVCالمنتج بهذه الطريقة يكون بشكل مسحوق أبيض اللون والكثافة التفريغية(الحرة (له. وأما الخصائص الكهربائية والميكانيكية فهي عالية.
3. تحضير بولي كلوريد الفاينيل في مستحلب :
إن بلمرة كلوريد الفاينيل في مستحلب وكما هي في معلق تتم في وسط مائي ولكن بوجود مستحلب ومبادر منحلين في الماء، سرعة العملية وخواص بولي كلوريد الفاينيل الناتج تتعلق بطبيعة وتركيز المبادر والمستحلب و PHالوسط ونسبة المونومير إلى الطور المائي ودرجة الحرارة وغيرها من الشروط. إن للـPH تأثير كبير على عملية البلمرة وعلى خواص البوليمير، ويتم تنظيم الـPH بإضافة فوسفات أو كربونات الصوديوم، وتكون عادة PH الوسط بحدود8.5-8 ونظراً لعدم التمكن من الفصل الكامل للمستحلب عن البوليمير فإن البوليمير الناتج بهذه الطريقة يكون أسوأ من المنتج بطريقة المعلق بخواص العزل الكهربائي والثباتية الحرارية وكذلك الشفافية ولكن بسبب سرعة البلمرة فيها ونعومة المسحوق المنتج تستعمل بشكل واسع، وهذه الطريقة يمكن أن تتم بشكل مستمر وبشكل متقطع.
وبولي كلوريد الفاينيل المحضر بطريقة المستحلب يكون مسحوق أبيض اللون.
إنتاج بولي كلوريد الفاينيل القاسي
إن المواد القاسية المستعملة في الأعمال التصميمية والإنشائية من بولي كلوريد الفاينيل نسميها)فيني بلاست(و هي مادة ملدنة كليا أو جزئياً.
وتنتج بشكل صفائح وقساطل وبأشكال أخرى ونحصل على الفيني بلاست بالتلدين الحراري لمزيج من بولي كلوريد الفاينيل مع المواد المنظمة والمزلقة وبوجود ملونات في حالة الرغبة بذلك.

## صفات بولي كلوريد الفاينيل
تتعلق صفات PVC الميكانيكية والفيزيائية على تركيبه وعلى طرق إنتاج هذا المركب. تحدد الصفات الكيميائية لبولي كلوريد الفاينيل المتجانس بالبنية الكيميائية الأساسية لجزيء البوليمير ولكن من الأكيد أن بعض الصفات الكيميائية (الثبوتية الحرارية) تتأثر بوجود عدم نظامية في البنية مثل السلاسل الجانبية وعدم الإشباع.
يتميز بولي كلوريد الفاينيل بوزن جزيئي كبير ففي درجات الحرارة العادية فان عدد كبير من المركبات العضوية ليس لها تأثير عليه أما المركبات التي تهاجمه هي الهيدروكربونات العطرية الكلورية وبعض الاسترات.
خواص بولي فينيل كلوريد الطري والقاسي :

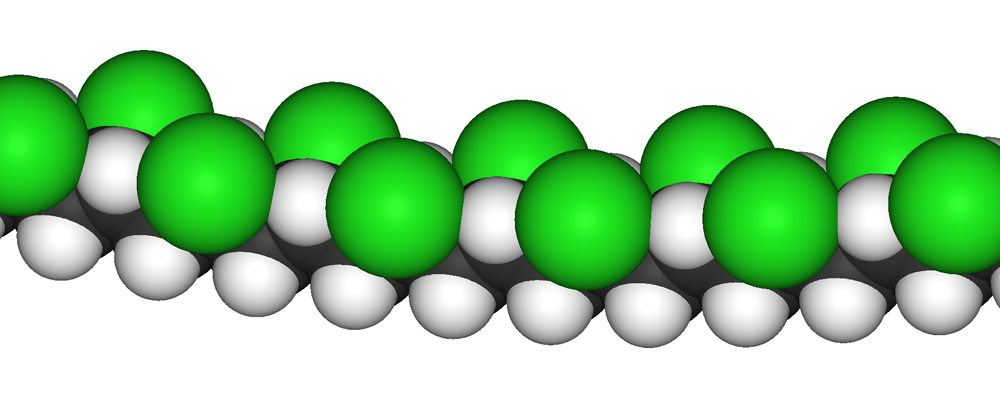
جزيئ بي في سي

اعداد بلمرة البي في سي

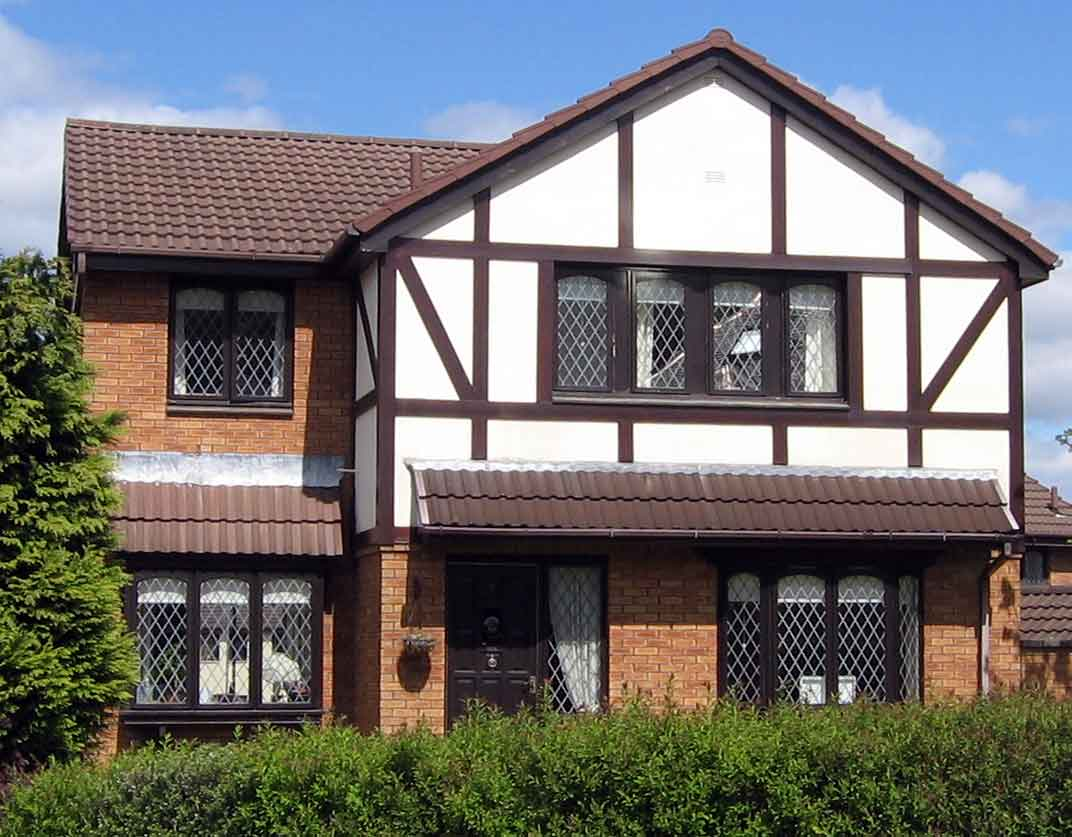
منزل حديث يستخدم البي في سي في بنائه